# Bühne (Borgentreich)

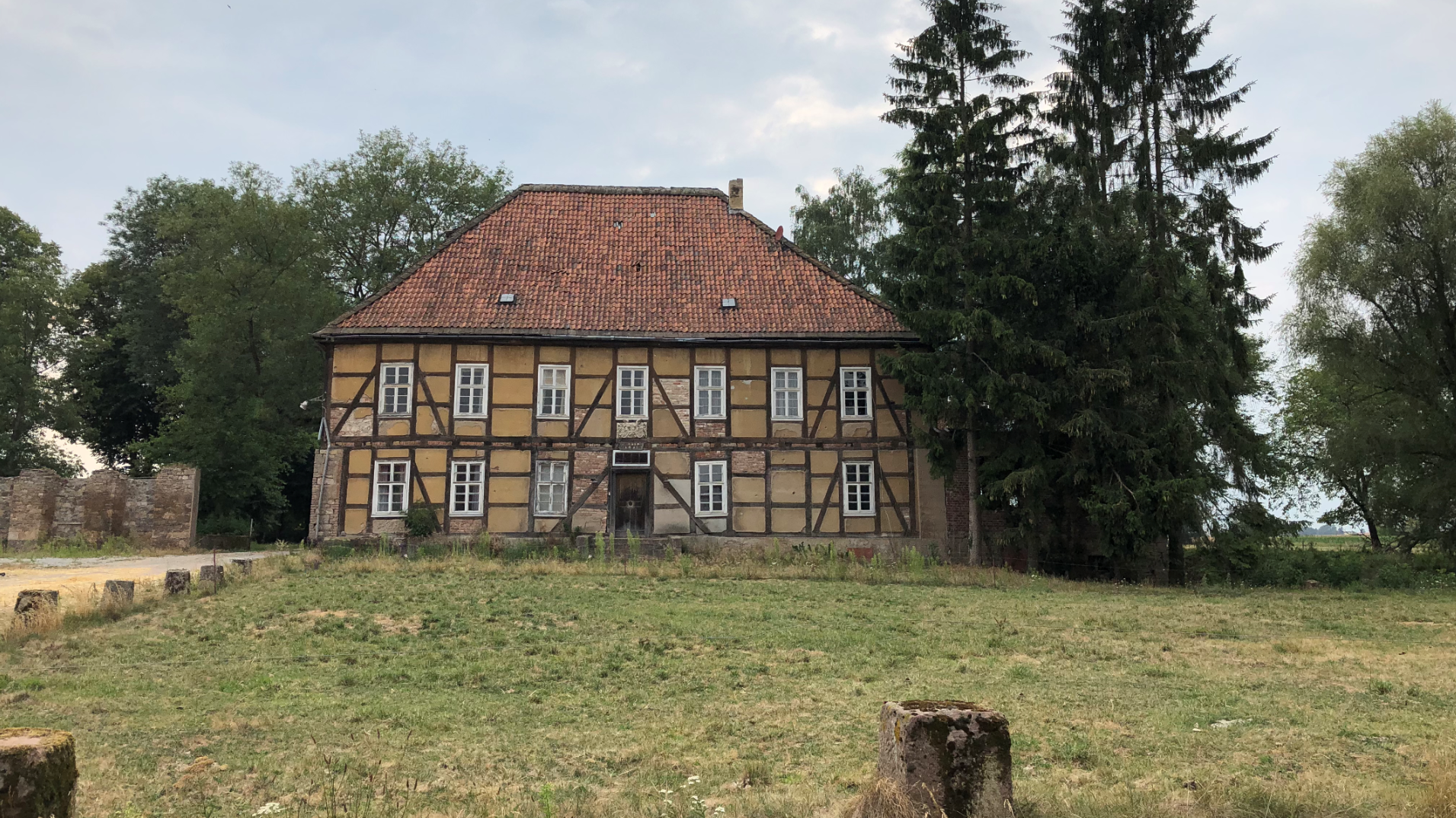
Ehemaliges Herrenhaus der Burg Bühne

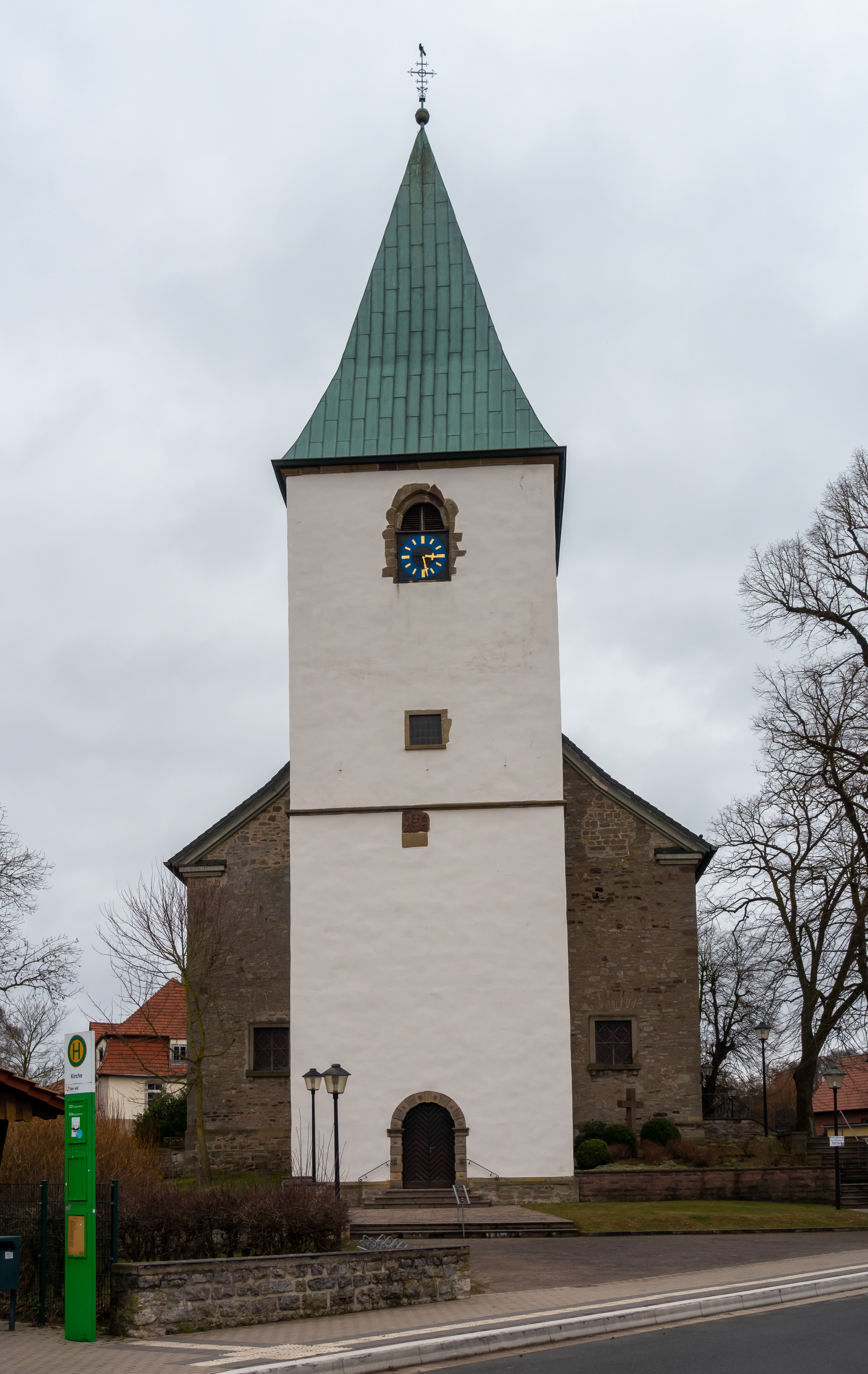
Pfarrkirche St. Vitus

Bühne ist ein Stadtteil der ostwestfälischen Stadt Borgentreich im Kreis Höxter in Nordrhein-Westfalen und hat etwa 1150 Einwohner.

## Geographie

### Geographische Lage
Bühne liegt am Rand der Warburger Börde an der Grenze von Ostwestfalen zu Nordhessen im Südosten des Naturparks Teutoburger Wald / Eggegebirge. Das Dorf befindet sich auf ansteigendem Gelände: Die niedrigste Stelle liegt auf etwa 225 m ü. NN, die höchste auf rund 275 m ü. NN. Der zirka zwei km östlich des Dorfs gelegene und zu den Beverplatten gehörende Hohe Berg, der zu Bühne zählt, ist 370,9 m ü. NN hoch. Im Dorfteich entspringt der Diemel-Zufluss Alster, in die im Dorf ein auch Alster genannter Bach mündet.

### Nachbarortschaften
Westlich von Bühne liegt die Kernstadt von Borgentreich, südwestlich Körbecke, im Osten befinden sich Manrode und Muddenhagen, nördlich Borgholz und Natzungen (alle sind Dörfer bzw. Borgentreicher Stadtteile).

## Geschichte
Bühne wurde um 850 gegründet, damals unter dem Namen 'Piun'. Mit der Burg Bühne war Bühne einer der Rittersitze für den landsässigen Adel des Hochstifts Paderborn. Der Ort gehörte bis zu den Napoleonischen Kriegen zur Richterei Borgentreich im Hochstift Paderborn. Von 1807 bis 1813 gehörte Bühne zum Kanton Rösebeck im Departement der Fulda des Königreichs Westphalen. 1816 kam Bühne zum neuen Kreis Warburg in der preußischen Provinz Westfalen, in dem die Gemeinde bis 1937 zum Amt Borgholz und danach bis 1974 zum Amt Borgentreich gehörte. Am 1. Januar 1975 wurde Bühne durch § 35 Sauerland/Paderborn-Gesetz in die Stadt Borgentreich eingegliedert, die gleichzeitig in den Kreis Höxter wechselte.
Der jüdische Friedhof erinnert an die jüdische Vergangenheit des Ortes.

## Regelmäßige Veranstaltungen
Jedes zweite Jahr wird in der Alsterhalle das Schützenfest veranstaltet. In den Jahren ohne Schützenfest wird abwechselnd das Feuerwehr- bzw. das Kyffhäuserfest veranstaltet.

## Persönlichkeiten
- Friedrich Karl von Specht (1793–1877), in Bühne geborener Offizier, Kommandeur des Herzoglich Braunschweigischen Infanterie-Regiments.
- Ladislav Bezak (1932–2018), tschechoslowakischer Kunstflugpilot. Er war 1960 der erste FAI-Kunstflugweltmeister. Mit seiner Familie siedelte er sich nach seiner Flucht 1971 in Bühne an.
- Karl Hengst (1939–2021), langjähriger Leiter der Erzbischöflichen Akademischen Bibliothek Paderborn, Professor für Kirchengeschichte und Bistumsgeschichte sowie Verfasser zahlreicher kirchenhistorischer Veröffentlichungen, stammt gebürtig aus Bühne.
- Kurt Guss (* 1943), Professor für Psychologe und Soziologie, Dr. mult., Autor zahlreicher Bücher unter anderem über Bühne und Präsident der in Bühne ansässigen Ostwestfalen-Akademie sowie ihres Verlages, lebt seit 1975 in Bühne.